# Freemount
Freemount (iriska: Cillín an Chrónáin) är en ort i republiken Irland.   Den ligger i grevskapet County Cork och provinsen Munster, i den sydvästra delen av landet, 210 km sydväst om huvudstaden Dublin. Freemount ligger 137 meter över havet och antalet invånare är 123.
Terrängen runt Freemount är platt. Runt Freemount är det glesbefolkat, med 16 invånare per kvadratkilometer. Närmaste större samhälle är Ráth Luirc, 16,4 km nordost om Freemount. Trakten runt Freemount består i huvudsak av gräsmarker.